# Erica vagans
Espèce
Classification phylogénétique
La Bruyère vagabonde ou Bruyère voyageuse (Erica vagans) est une espèce de sous-arbrisseau de la famille des Ericaceae. Elle est présente en Europe occidentale depuis le Portugal jusqu'en Angleterre. En Suisse on la rencontrait anciennement dans le canton de Genève 

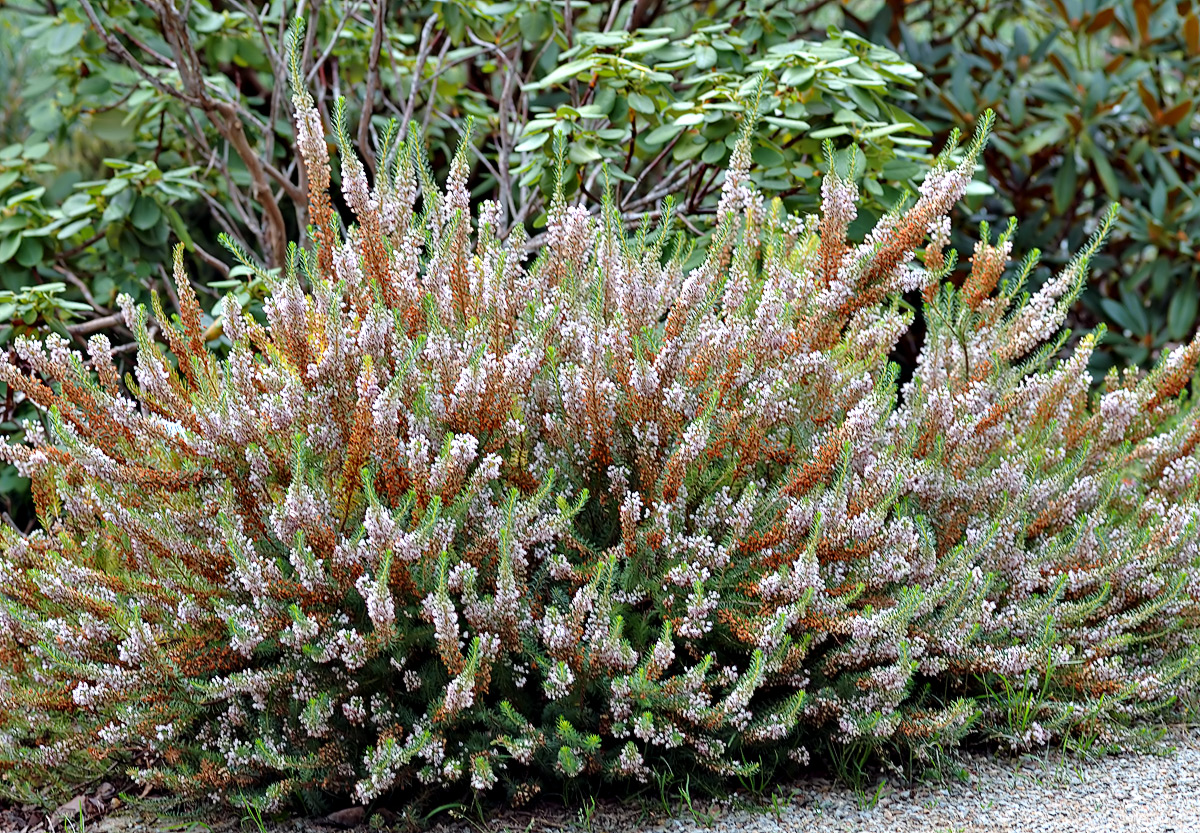
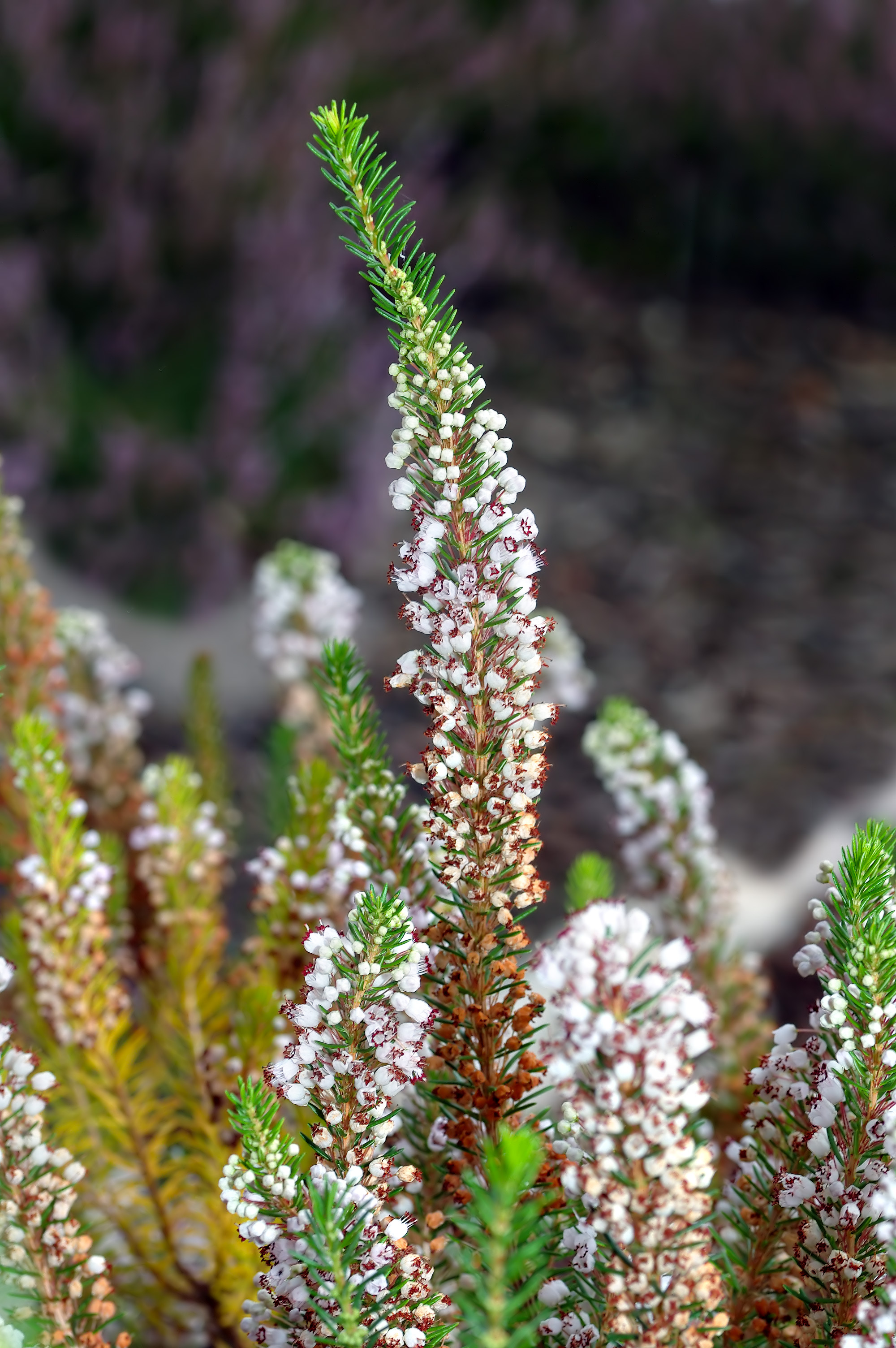